# باند طیفی

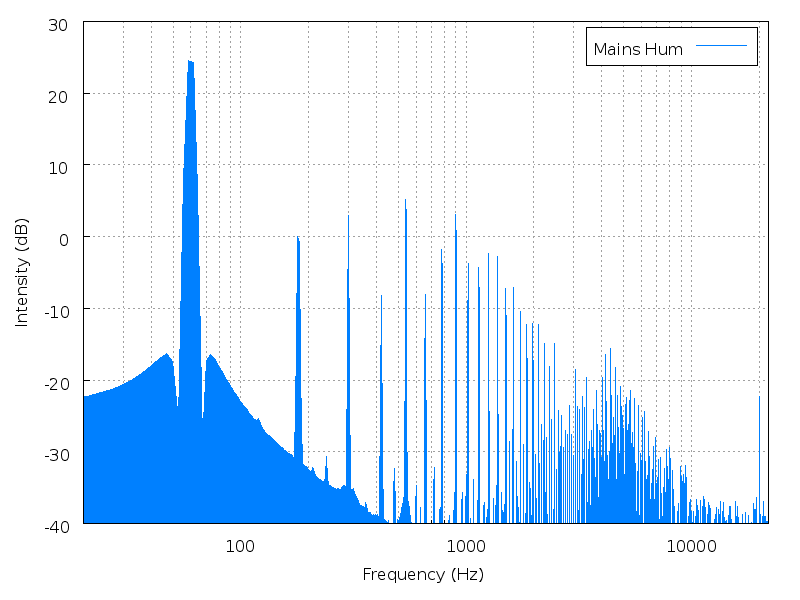
یک طیف با چندین باند

باند طیفی (انگلیسی: Spectral band) بخش‌هایی از یک طیف معین هستند که دارای محدوده خاصی از طول موج یا بسامد هستند. اغلب اوقات، این اصطلاح به باندهای الکترومغناطیسی اشاره دارد که بخش‌هایی از طیف الکترومغناطیسی هستند.
به طور کلی تر، باندهای طیفی ممکن است در طیف سایر انواع سیگنال ها مانند طیف نویز نیز تعریف شوند. باند بسامدی یا باند فرکانسی بازه‌ای در حوزه فرکانس است که با یک فرکانس پایین تر و یک فرکانس بالاتر محدود می‌شود. برای نمونه، باند فرکانسی ممکن است اشاره به باند رادیویی مانند استانداردهای ارتباطات بی‌سیم تعیین‌شده توسط اتحادیه بین‌المللی مخابرات داشته باشد.